# Sasuke, il piccolo ninja
Sasuke, il piccolo ninja (サスケ?, Sasuke) è un anime prodotto dalla TBS nel 1968, composto da 29 episodi, tratto dal manga Sasuke di Sanpei Shirato. In Italia la serie è stata trasmessa su Canale 5 nel 1982. La sigla italiana è cantata da I Cavalieri del Re.

## Trama
La storia è ambientata in Giappone agli inizi del XVII secolo sullo sfondo della guerra tra lo Shogun Ieyasu Tokugawa e i suoi oppositori, capitanati dal principe Toyotomi Hideyoshi e dal suo generale, Yukimura Sanada, del quale il clan dei Sarutobi (a cui appartiene la famiglia di Sasuke) è fedele seguace.
Lo Shogun Tokugawa ottiene la vittoria sulla fazione avversaria, ma non ancora soddisfatto ordina al suo braccio destro Hattori Hanzō, capo dei ninja di Iga, che siano eliminati tutti i Sanada e i Sarutobi sopravvissuti.
Intanto il padre di Sasuke (Daisuke Oozaru) viene ferito in uno scontro e, travestito da viandante, fa ritorno a casa: i sicari però lo inseguono, dandogli la caccia senza pietà. La moglie, nel tentativo disperato di difendere la sua famiglia, viene uccisa da Kaede, la figlia guerriera di Hattori.
Sasuke, rimasto così orfano della madre e inconsapevole che quel viandante fosse in realtà il padre, intraprende un lungo viaggio per sfuggire ai guerrieri di Hattori dapprima in solitudine poi al fianco del padre il quale, pur provando molto affetto sincero nei confronti del figlio, si comporta nei suoi confronti come un severo maestro ninja piuttosto che come amorevole e premuroso genitore. Gli insegnerà via via le varie tecniche di combattimento e travestimento dei guerrieri Sarutobi e talvolta interverrà prontamente di nascosto quando il figlio si verrà a trovare in pericolo di vita.
Hattori e i suoi ninja non sono però gli unici nemici contro cui dovrà lottare il piccolo Sasuke: interverranno difatti nel racconto anche sedicenti maghi e perfidi feudatari sempre pronti a prendersi gioco dei più deboli.
Verso la conclusione Oozaru si innamora di una vedova ma Sasuke, ancora afflitto per la scomparsa della figura materna, mal digerisce tal relazione: solo nell'ultimo episodio accetterà la situazione e si riappacificherà definitivamente col padre.

## Doppiaggio
| Personaggio                  | Doppiatore originale | Doppiatore italiano |
| ---------------------------- | -------------------- | ------------------- |
| Sasuke                       | Kenbo Kaminarimon    | Antonella Baldini   |
| Hanzo Hattori                | Gorō Naya            | Giorgio Favretto    |
| Narratore                    | Hisashi Katsuta      | Luciano Alto        |
| Onihime                      | Kazuko Sugiyama      |                     |
| Vecchio del villaggio        | Masashi Amenomori    |                     |
| Madre di Sasuke              | Michiko Hirai        | Alba Cardilli       |
| Jinnai Shiranui              | Shuuichirou Moriyama |                     |
| Daisuke Oozaru               | Takashi Toyama       | Toni Orlandi        |
| Wakana                       | Haruko Kitahama      |                     |
| Saruhiko                     | Masayuki Kato        |                     |
| Capitano dei contrabbandieri | Teiji Ōmiya          |                     |
| Ibuki Heiba                  | Yasuo Yamada         |                     |
| Tokugawa Ieyasu              | Yoshiya Nemoto       | Mario Milita        |
| Narratore                    |                      | Vittorio Di Prima   |

## Episodi
| Nº | Titolo italiano Giapponese 「Kanji」 - Rōmaji                   | In onda           | In onda |
| Nº | Titolo italiano Giapponese 「Kanji」 - Rōmaji                   | Giapponese        |         |
| 1  | Il piccolo Sasuke 「風移し」 - kaze utsushi                     | 3 settembre 1968  |         |
| 2  | La bambola 「謎のこけし」 - nazo nokokeshi                      | 10 settembre 1968 |         |
| 3  | Il trucco del fuoco 「炎がくれ」 - honoo gakure                 | 17 settembre 1968 |         |
| 4  | Il fantasma suonatore di flauto 「通り魔」 - toori ma           | 24 settembre 1968 |         |
| 5  | I pesci carnivori 「人喰魚」 - nin shoku sakana                 | 1º ottobre 1968   |         |
| 6  | Il Dio Drago 「竜神」 - ryū kami                                | 8 ottobre 1968    |         |
| 7  | Il trucco Bushic 「まぼろしの母」 - maboroshino haha            | 15 ottobre 1968   |         |
| 8  | La famiglia Kasumi 「九鬼一族」 - kuki ichizoku                 | 22 ottobre 1968   |         |
| 9  | Il mercante di schiavi 「人買い」 - hitokai                     | 29 ottobre 1968   |         |
| 10 | La piccola Kiri 「鬼姫」 - oni hime                             | 5 novembre 1968   |         |
| 11 | Un flauto nella notte 「闇笛」 - yami fue                       | 12 novembre 1968  |         |
| 12 | Sabbie mobili 「砂地獄」 - sunachi goku                         | 19 novembre 1968  |         |
| 13 | Jigensai lo stregone 「百鬼示現斎」 - hyakki jigen sai          | 26 novembre 1968  |         |
| 14 | Magia nera 「忍術対幻術」 - ninjutsu tsui maboroshi jutsu       | 3 dicembre 1968   |         |
| 15 | I quattro bambini 「四つの命」 - yottsu no inochi               | 10 dicembre 1968  |         |
| 16 | La pioggia rossa 「赤い雨」 - akai ame                          | 17 dicembre 1968  |         |
| 17 | Il trucco della nebbia 「霧消し」 - mushō shi                   | 24 dicembre 1968  |         |
| 18 | Corri, Sasuke corri! 「霧隠才蔵」 - kiri in saizō               | 7 gennaio 1969    |         |
| 19 | Colpo di fulmine rotante 「回転稲妻斬り」 - kaiten inaduma giri | 14 gennaio 1969   |         |
| 20 | Il proprio territorio 「縄張り」 - nawabari                     | 21 gennaio 1969   |         |
| 21 | Il trucco del rovescio 「おとし穴」 - otoshi ana                | 28 gennaio 1969   |         |
| 22 | Un villaggio nascosto 「隠れ里」 - kakure sato                  | 4 febbraio 1969   |         |
| 23 | Valle Sugaru 「すがる谷」 - sugaru tani                         | 11 febbraio 1969  |         |
| 24 | Amore nella tempesta di neve 「吹雪の愛」 - fubuki no ai        | 18 febbraio 1969  |         |
| 25 | Il trucco dell'ombra inchiodata 「影ぬい」 - kage nui           | 25 febbraio 1969  |         |
| 26 | Il cervo bianco 「白い鹿」 - shiroi shika                       | 4 marzo 1969      |         |
| 27 | L'uomo immortale 「不死身の男」 - fujimi no otoko               | 11 marzo 1969     |         |
| 28 | Un'ombra indistinta 「おぼろ影」 - oboro kage                   | 18 marzo 1969     |         |
| 29 | Forte come un leone 「走れ! サスケ」 - hashire ! sasuke         | 25 marzo 1969     |         |